# Hernâni Neves
Hernâni Madruga Neves, noto semplicemente come Hernâni Neves (Mourão, 2 novembre 1963), è un ex giocatore di beach soccer ed ex calciatore portoghese, di ruolo centrocampista.

## Carriera
Da calciatore vinse 3 campionati portoghesi (1988–89, 1990–91, 1993–94) e una Coppa del Portogallo (1992-93) con il Benfica, in seguito giocò nella Nazionale portoghese di Beach Soccer con cui vinse il campionato mondiale del 2001.

## Palmarès
- Campionato portoghese: 3

Benfica: 1988-1989, 1990-1991, 1993-1994
- Coppa di Portogallo: 1

Benfica: 1992-1993